# 小林利典
小林 利典（こばやし としのり、1961年 - ）は、日本の官僚、実業家。株式会社商工組合中央金庫執行役員を経て、2018年から駐オマーン特命全権大使。2022年大阪中小企業投資育成株式会社CEOに就任。

## 人物・経歴
大阪府出身。灘中学校・高等学校を経て、1984年東京大学法学部卒業、通商産業省（現経済産業省）入省。在英国日本国大使館参事官、大臣官房広報室長、関東経済産業局産業企画部長、商務情報政策局情報処理振興課長、通商政策局国際経済課長、金融庁総務企画局開示業務参事官、産業技術環境局産業技術政策課長、大臣官房政策評価広報課長、内閣府行政刷新会議事務局総括参事官を経て、2012年近畿経済産業局長。2014年中小企業庁次長。2015年商工組合中央金庫執行役員。2018年駐オマーン特命全権大使。
2019年4月28日、オマーンの首都マスカットにあるアラム宮殿でカーブース・ビン・サイード国王に信任状を捧呈し、在オマーン大使として正式に就任した。小林が在オマーン大使として在任中の2020年1月10日、約半世紀にわたってオマーンを統治してきたカーブース国王が崩御。小林大使がカーブース国王に信任状を捧呈した最後の日本大使となった。同年1月12日、小林大使はマスカットのアラム宮殿を訪問し、前日にスルターン位（王位）を継承したハイサム・ビン・ターリク・アール＝サイード国王に謁見して弔意を表明した。
2022年大阪中小企業投資育成株式会社CEO(代表取締役社長)。